# Aporia martineti
Aporia martineti is een vlindersoort uit de familie van de Pieridae (witjes), onderfamilie Pierinae.
Aporia martineti werd in 1884 beschreven door Oberthür.